# Josh Simmons
Pour les articles homonymes, voir Simmons.
Josh Simmons (né en 1978 à Coventry dans le Connecticut) est un auteur de bande dessinée américain.

## Biographie
Josh Simmons naît en 1978 à Coventry dans le Connecticut). En 1999, il est en Suède. Il rejoint un groupe de punks américains qui produit une sorte de spectacle de cirque et dans lequel il joue le rôle de clown. Le groupe s'installe à La Nouvelle-Orléans mais tourne dans plusieurs villes américaines. Peu à peu les membres abandonnent et en 2005 le groupe n'existe plus. Josh Simmons durant ces années et après publie de courtes histoires dans des anthologies comme SPX en 2002, Typewriter 6 en 2004, etc. En 2001, Top Shelf réunit plusieurs de ces histoires dans un comics intitulé Cirkus NEW Orleans et qui raconte la vie du cirque punk. Chez le même éditeur Josh Simmons publie de 2001 à 2004 quatre comics intitulés Happy. En 2007 il publie un roman graphique intitulé House nommé aux prix Ignatz, en 2012 il écrit The Furry Trap publié par Fantagraphics, en 2013 il réalise le comics Training publié par Oily Comics et en 2015 il sort le roman graphique Black River de nouveau chez Fantagraphics. 

## Œuvres publiées
- House, Fantagraphics, 2007.  (ISBN 978-1-56097-855-8)
- Jessica Farm, t. 1, Fantagraphics, 2008.  (ISBN 978-1-56097-913-5)
- The Furry Trap, Fantagraphics, 2012.  (ISBN 978-1-60699-536-5)
- Mark of the Bat, Huber, 2019  (ISBN 978-2-491-26300-3)
- Black River[3], Huber, 2019  (ISBN 978-2-9552610-3-3)
- Le Manoir[4], Huber, 2019  (ISBN 978-2-9552610-4-0)
- Groovy Death Trip, Huber, 2023
- Dream of the Bat, Huber, 2023